# Sesquialtera (djur)
Sesquialtera är ett släkte av fjärilar. Sesquialtera ingår i familjen mätare.
Kladogram enligt Catalogue of Life:
| Sesquialtera | \| \| Sesquialtera audens \| \| \| \| \| \| Sesquialtera lonchota \| \| \| \| \| \| Sesquialtera ramecourti \| \| \| \| \| \| Sesquialtera ridicula \| \| \| \| |
|              | \| \| Sesquialtera audens \| \| \| \| \| \| Sesquialtera lonchota \| \| \| \| \| \| Sesquialtera ramecourti \| \| \| \| \| \| Sesquialtera ridicula \| \| \| \| |
|              | Sesquialtera audens |
|              | |
|              | Sesquialtera lonchota |
|              | |
|              | Sesquialtera ramecourti |
|              | |
|              | Sesquialtera ridicula |
|              | |